# Roland Gehrke
Roland Gehrke (ur. 17 stycznia 1954 w Woldegk) – wschodnioniemiecki zapaśnik walczący w stylu wolnym. Dwukrotny olimpijczyk. Czwarty w Montrealu 1976 i Moskwie 1980. Walczył w kategorii plus 100 – 110 kg.
Mistrz świata w 1981; drugi w 1975 i 1979; trzeci w 1978; czwarty w 1982; piąty w 1977. Zdobył cztery medale na mistrzostwach Europy w latach 1976 - 1981. Trzeci na MŚ juniorów w 1973 i Europy młodzieży w 1974 roku.
Mistrz NRD w stylu klasycznym w 1981; drugi w 1982. Mistrz w stylu wolnym w latach 1974-1984 roku.